# غیرقانونی (فیلم ۱۹۵۵)
غیرقانونی (انگلیسی: Illegal) یک فیلم نوآر جنایی به کارگردانی لوئیس آلن است که در سال ۱۹۵۵ منتشر شد.

## بازیگران
- ادوارد جی. رابینسون
- نینا فوخ
- هیو مارلو
- جین منسفیلد
- آلبرت دکر
- الن کوربی
- ادوارد پلات
- آدیسون ریچاردز
- هوارد سن‌جان
- یان مرلین
- رابرت اِلنستاین
- جِی آدلر
- لارنس دابکین
- جیمز مک‌کالیون
- هنری کالکی